# Sulfit
Sulfiti su soli i esteri sumporaste odnosno sulfitne kiseline. Soli kao anion imaju kiselinski ostatak sumporaste kiseline – sulfitni ion formule SO32-. Esteri imaju opću formulu R-O-S(=O)-O-R′, pri čemu su R i R′ organske grupe.
Koriste se za konzerviranje vina, suhog voća i proizvoda od krumpira.